# Irene Daina
Irene Daina Delás (Madrid, 18 de septiembre de 1932 - Madrid, 9 de agosto de 2011) fue una actriz española.

## Biografía
Debuta sobre los escenarios con tan solo doce años y con dieciséis es ya una de las primeras artistas de la Compañía de Revista del Teatro Albéniz de Madrid. En años sucesivos continúa su carrera teatral, trabajando en obras como Asesinato en la vicaría (1964), de Agatha Christie, con dirección de José Luis Alonso o La extraña noche de bodas (1963), de Edgar Neville.
En 1958 rueda su primera película, Música de ayer, de Juan de Orduña. Proseguiría una carrera cinematográfica irregular con títulos como Los Chicos (1959) de Marco Ferreri, Días de feria (1960), de Rafael J. Salvia, Cuadrilátero (1970), de Eloy de la Iglesia o Las locuras de Parchís (1982), de Javier Aguirre.
En televisión, dónde ingresa en 1962, su trayectoria sin embargo es mucho más constante, interpretando decenas de personajes en espacios como Novela, Estudio 1, Gran Teatro o Historias para no dormir.
Paralelamente continuó con su carrera teatral hasta su retirada definitiva, actuando en obras como El rostro del asesino (1965), La llave en el desván (1967), de Alejandro Casona, La Gran Vía (1984), con dirección de Adolfo Marsillach o El hotelito (1986), de Antonio Gala.
Muere en Madrid, el 9 de agosto de 2011 y es incinerada en el Tanatorio de Tres Cantos.